# Raica Oliveira
Pour les articles homonymes, voir Oliveira.
Raica Oliveira, née à Niterói le 22 janvier 1984, est un mannequin brésilien.

## Biographie
Raica Oliveira est une top-modèle brésilienne et journaliste, plus connue pour avoir travaillé pour Dior, Dolce&Gabbana, Yves Saint Laurent, Vogue, Chanel, Lancôme, Victoria's Secret, Sports Illustrated Swimsuit Issue, JLO, H&M, Elle, Marie Claire, TNG, Ann Taylor (en) et XOXO. Elle habite à New York.
Raica est née à Niterói, au Brésil ; elle est la benjamine de sa famille. Elle a deux frères : Givago (un économiste) et Pablo (un avocat). Elle est diplômée de l'École Sao Vicente de Paula à Niterói.
Avant de devenir un mannequin, elle a pratiqué le bodyboard. Elle rêve de devenir un mannequin depuis l'âge de dix ans. 
À l'âge de quinze ans, elle participe au concours Elite Model Look au Brézil et bat 30 000 filles pour le premier prix. Elle est alors envoyée à Nice, en France, pour la finale de la compétition internationale où elle arrive en deuxième place. Peu de temps après, elle signe avec Elite Model et déménage à New York avec sa mère, Conceição de Oliveira, pour essayer de construire sa carrière.
Oliveira a été baptisée « la sensation » à partir des défilés de mode de Paris et de Milan. Elle a été l'un des modèles de la saison aux côtés de collègues plus âgées Élite étoiles Adriana Lima, Maggie Rizer, Oluchi et Karen Elson.
Son premier emploi fut une campagne publicitaire pour Christian Dior. Par la suite, elle a travaillé avec le photographe Nick Knight et elle est apparue dans les magazines de mode comme Vogue, Vanity Fair, Cosmopolitan, Glamour ou Mademoiselle. Selon le magazine Gente Istoe, en 2001, Raica Oliveira est le top modèle brésilien le mieux payé, elle demande US $300 000 pour travailler avec de grandes marques de mode. Elle a à son actif plus de 76 défilés de mode en seulement deux saisons. Elle fut l'icône du parfum de Dolce & Gabbana en 2003. 
En 2006, Oliveira est devenu l'égérie de Lancôme. Elle a travaillé une seule fois pour Victoria's Secret. Oliveira a rejoint les rangs des top modèles gagnant plus de 20 000 € par défilé de mode. En février 2007, elle fit une apparition dans le magazine Sports Illustrated. En mars 2007, elle rejoint IMG Models Paris, elle apparaît dans les publicités de prêt-à-porter Ann Taylor (en). En septembre 2007, elle apparaît dans les annonces Bandolino et fait la couverture de Vogue et de InStyle. Elle est le nouveau visage d'Avon. Oliveira est également une représentante des bijoux de David Morris Londres.
Elle fait la couverture du calendrier 2007 de Sports Illustrated sorti le 4 décembre 2007.
En février 2008 elle apparaît dans un éditorial pour le GQ britannique. Raica décroche un contrat avec la marque XOXO pour l'année 2008. 
Paulo Fashion Week a publié un calendrier exclusif avec les 25 plus célèbres top modèles brésiliennes incluant Raica Oliveira photographiée par Bob Wolfenson sous la direction artistique de Giovanni Bianco. Le calendrier est accompagné d'un film contenant des entretiens avec les top modèles.
En avril 2008, Raica a été photographiée pour une campagne de publicité de la marque H&M, réalisée dans les Caraïbes et aux États-Unis.